# Punk (canción)
«Punk» es el tercer sencillo del álbum de Los Planetas Pop. Entre los nuevos temas se incluye una versión del tema Northern Sky de Nick Drake con letra adaptada al castellano (Cielo del norte).

## Lista de canciones
1. «Punk» 01:28
2. «Cielo del norte» 04:02
3. «Vuelve la canción protesta» 03:38
4. «Nueva visita a la casa» 05:29

## Reediciones
En 2005 se incluyó, en formato CD, en la caja Singles 1993-2004. Todas sus caras A / Todas sus caras B (RCA - BMG). El cofre se reeditó, tanto en CD como en vinilo de 10 pulgadas, por Octubre / Sony en 2015.
En 2015 Subterfuge Records reedita el sencillo en vinilo de siete pulgadas.

## Versiones dePunk
Punk es grabada por los actores Daniel Ibáñez, Cristalino, Mafo y Chesco Ruíz, que interpretan a Los Planetas en la película Segundo premio (2024), película que refleja el proceso de grabación del tercer disco del grupo Una semana en el motor de un autobús.